# La Dynamite
Pour les articles homonymes, voir Dynamite (homonymie).
La Dynamite est une chanson anarchiste de 1893, paroles et musique de Jean-Baptiste Martenot.

## Éléments historiques
Auteur, Jean-Baptiste Martenot envoya cette chanson explosive et anarchiste au journal L'Insurgé qui n'osa pas la publier...
Cette chanson fait référence à la vague d'attentats anarchistes déclenchée par Ravachol (François Koenigstein de son vrai nom) à partir de mars 1892. Ces attentats peu meurtriers inspirèrent une véritable terreur qui permit au gouvernement d'adopter des lois dites « Scélérates ». Ravachol fut arrêté le 30 mars 1892 et exécuté le 11 juin suivant. Deux autres anarchistes seront exécutés : Auguste Vaillant, le 5 février 1894 et Émile Henry, le 21 avril suivant. La vague d'attentats anarchistes prendra fin avec l'assassinat du président Sadi Carnot par Sante Geronimo Caserio le 24 juin 1894 à Lyon.
Une reprise fut faite par le groupe belge René Binamé sur leur album 71.86.21.36.